# Verdun
Verdun ou, na sua forma portuguesa, Verdum é uma cidade francesa de 19 624 habitantes, do Departamento de Mosa, região de Grande Leste. É uma cidade símbolo da Grande Guerra, pois no fronte franco-germânico ocorreu a Batalha de Verdun, durante a qual, ao longo de dez meses, pereceram  aproximadamente 714 321 mil soldados -- estimativas atuais, porém, apontam que o número de baixas é de 976 000.